# A/UX
Pour les articles homonymes, voir AUX.
A/UX (d'Apple Unix) était une implémentation d'UNIX développée par Apple pour certains ordinateurs Macintosh. Les dernières versions d'A/UX fonctionnaient sur le Macintosh II, le Macintosh Quadra, le Macintosh Centris et le Macintosh SE/30. La première version d'A/UX sortit en 1988, et la dernière (3.1.1) en 1995. A/UX ne fonctionnait que sur les Macintosh basés sur des processeurs 68k avec une unité de calcul en virgule flottante et une unité de gestion mémoire supportant la pagination, ainsi que 4 Mo de RAM et 80 Mo de disque dur[réf. nécessaire]. Depuis 2014, il existe un émulateur, du nom de Shoebill, permettant de faire fonctionner A/UX sur les mac Intel, mais aussi sur les ordinateurs sous Windows et Linux.
Le système d'exploitation était basé sur UNIX System V Release 2.2. Quelques fonctions supplémentaires provenaient de System V Release 3 et 4, et de 4.2 et 4.3BSD[réf. souhaitée]. Il était compatible POSIX et System V Interface Definition (en) (SVID) et les versions 2 et suivantes incluaient un système TCP/IP. Il existait des rumeurs faisant état d'une nouvelle version qui aurait été basée sur OSF/1, mais celle-ci, si elle a jamais existé, n'a jamais été publiée.

## Fonctionnalités
A/UX 3.x fournissait une interface graphique avec l'apparence du Finder de Mac OS. Le Finder d'A/UX n'était pas le même que celui de System 7, mais une version modifiée pour fonctionner comme un processus UNIX, et conçue pour interagir avec le noyau et le système de fichiers d'UNIX. A/UX 3.x comprenait aussi un émulateur de terminal, CommandShell, qui offrait une interface en ligne de commande au système UNIX sous-jacent, fonction qui n'avait jamais été disponible sur les systèmes Mac OS classiques. Un serveur X, MacX, avec un autre émulateur de terminal, pouvait également être utilisé pour faire fonctionner des applications X directement dans le Finder. Autrement, il était aussi possible de démarrer une session X sans Finder.
Grâce à l'inclusion d'une couche de compatibilité (en), A/UX pouvait faire fonctionner des logiciels pour Mac OS 7.0.1, UNIX, ainsi que des logiciels « hybrides », c'est-à-dire qui utilisaient à la fois des fonctions système UNIX et Macintosh (par exemple Macintosh Toolbox). La couche de compatibilité utilisait certaines fonctions Macintosh présentes dans la ROM de l'ordinateur, alors que d'autres étaient converties en appels UNIX.
A/UX comprenait un utilitaire appelé Commando (qui était similaire à l'outil du même nom inclus dans le Macintosh Programmer's Workshop) pour aider les utilisateurs à entrer des commandes UNIX. L'ouverture d'un exécutable UNIX depuis le Finder ouvrait une boîte de dialogue qui permettait à l'utilisateur de choisir des options en ligne de commande pour ce programme avec des composants d'interface graphique standards comme les boutons radio et les cases à cocher, et d'afficher la ligne de commandes résultante avant d'exécuter le programme. Cet utilitaire devait faciliter l'apprentissage de ces options pour les nouveaux utilisateurs d'UNIX, et réduire la dépendance au manuel UNIX. A/UX disposait également d'un utilitaire pour reformater les disques SCSI afin qu'ils puissent être utilisés avec d'autres Macintosh de la même époque.
Les utilisateurs d'A/UX avaient une source centrale pour la plupart des applications A/UX, un serveur à la NASA, appelé « Jaguarbox » et administré par Jim Jagielski (en), également l'éditeur de la FAQ A/UX. Bien que Jaguarbox ne soit plus en ligne, quelques miroirs existent encore.

## Déclin
La dernière version d'A/UX, la 3.1.1, fut publiée en 1995. Apple n'a jamais porté A/UX pour les Macintosh PowerPC, et la compagnie l'abandonna en 1996, pour utiliser à la place une version légèrement modifiée d'AIX sur les serveurs réseaux Apple des années 1990. Mac OS X est également basé sur UNIX mais n'a pas de rapport avec A/UX, étant basé sur BSD avec un micronoyau Mach au lieu de System V.